# 巴尔代环形山
巴尔代环形山（Baldet）是位于月球背面南半部巨大的南极-艾托肯盆地内的一座撞击坑，其名称取自法国天文学家费尔南·巴尔代（Fernand Baldet，1885年-1964年），1970年被国际天文学联合会批准接受。

## 描述

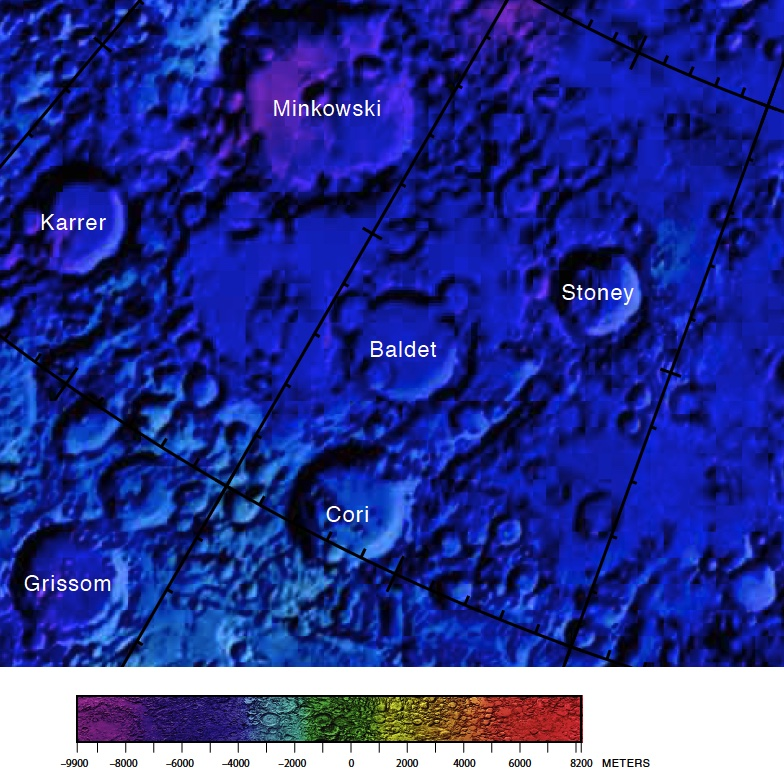
巴尔代环形山的周边，月球南极区域详图。

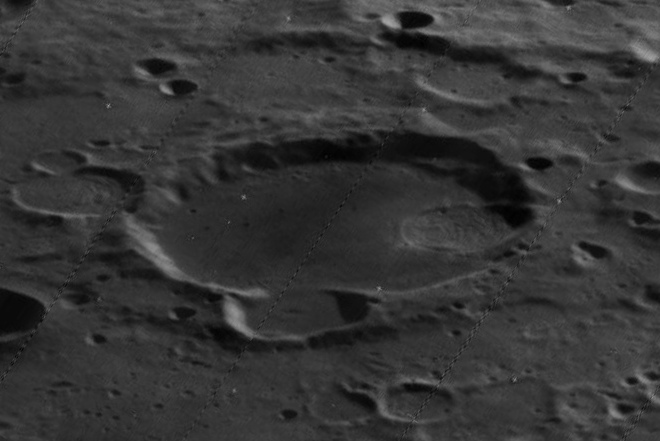
月球轨道器5号拍摄的图像

该陨坑坐落在科里环形山以北和斯托尼陨石坑西南的熔岩覆盖区，东北偏东和东南分别毗邻略小的卡勒环形山及更大的闵科夫斯基环形山。它的中心月面坐标为53°19′S 151°58′W / 53.32°S 151.96°W，直径55.76公里，深度约2.43公里。
巴尔代环形山有一圈磨损、低矮的坑壁，但外观轮廓仍保持原有的圆状。它的西侧边缘略微外凸，该侧内壁也较其它部分更宽厚，沿东侧坑壁覆盖了一座小撞击坑，二者相交处的裂口将坑底连成一体。巴尔代环形山坑壁最大高出周边地形1170米，内部容积约2574立方千米。坑内地表已被玄武岩熔岩填平，平坦、灰暗的坑底反照率明显低于周边区域地形。靠北侧内壁坐落了一座已被熔岩淹没的废墟坑，只剩一圈嶙峋的残壁露出在熔岩表面之上。而该环形山的西南外侧坡上也连接了一座类似的残迹坑。

## 卫星陨石坑
按惯例，最靠近巴尔代环形山的卫星坑将在月图上以字母标注在它的中心点旁边。

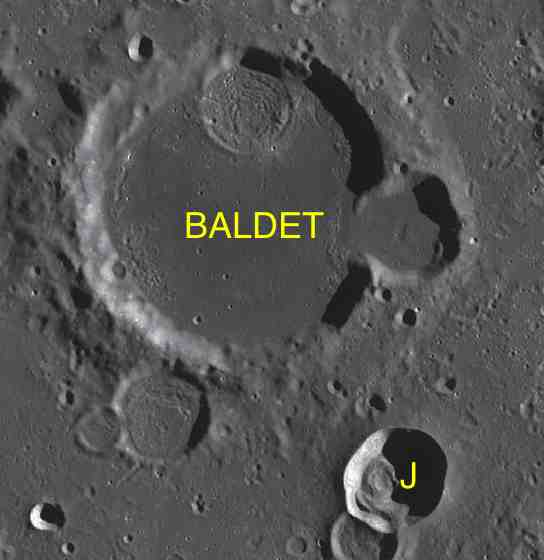
LAC-133 区域图

| 巴尔代 | 纬度    | 经度     | 直径    |
| ------ | ------- | -------- | ------- |
| J      | 54.6° S | 149.5° W | 17 公里 |

## 另请参阅
- Andersson, L. E.; Whitaker, E. A. . NASA RP-1097. 1982.
- Blue, Jennifer. . USGS. July 25, 2007  [2007-08-05]. （原始内容存档于2018-12-25）.
- Bussey, B.; Spudis, P. . New York: Cambridge University Press. 2004. ISBN 978-0-521-81528-4.
- Cocks, Elijah E.; Cocks, Josiah C. . Tudor Publishers. 1995. ISBN 978-0-936389-27-1.
- McDowell, Jonathan. . Jonathan's Space Report. July 15, 2007  [2007-10-24]. （原始内容存档于2018-12-25）.
- Menzel, D. H.; Minnaert, M.; Levin, B.; Dollfus, A.; Bell, B. . Space Science Reviews. 1971, 12 (2): 136–186. Bibcode:1971SSRv...12..136M. doi:10.1007/BF00171763.
- Moore, Patrick. . Sterling Publishing Co. 2001. ISBN 978-0-304-35469-6.
- Price, Fred W. . Cambridge University Press. 1988. ISBN 978-0-521-33500-3.
- Rükl, Antonín. . Kalmbach Books. 1990. ISBN 978-0-913135-17-4.
- Webb, Rev. T. W.  6th revised. Dover. 1962. ISBN 978-0-486-20917-3.
- Whitaker, Ewen A. . Cambridge University Press. 1999. ISBN 978-0-521-62248-6.
- Wlasuk, Peter T. . Springer. 2000. ISBN 978-1-85233-193-1.